# Giovanni Battista Pisani
Pour les articles homonymes, voir Pisani.
Giovanni Battista Pisani, également connu sous le nom de Gio. Battista Pisani, est un mathématicien génois du XVIIe siècle.

## Biographie

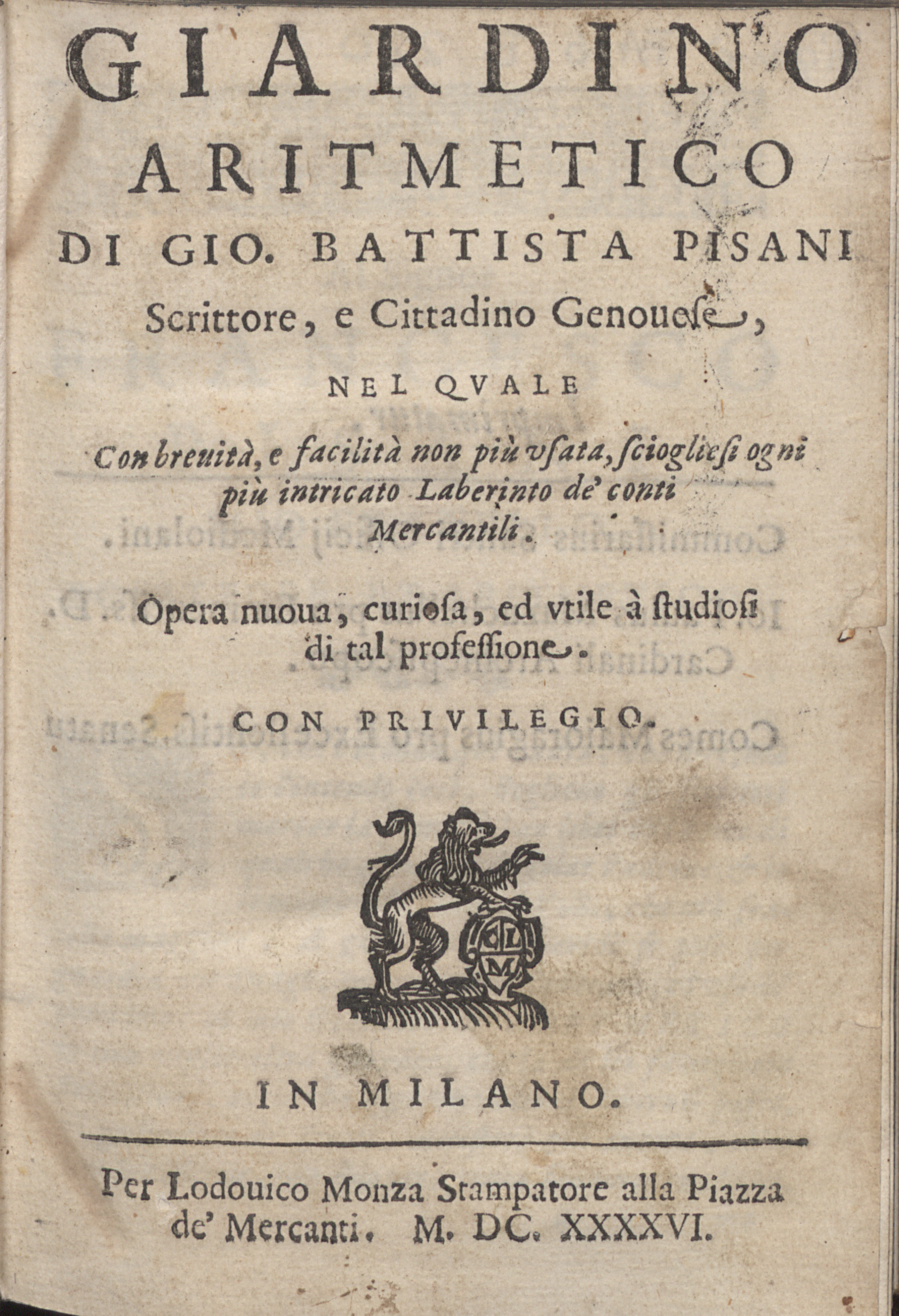
Giardino aritmetico, page de titre

Pisani publie Il primo libro di lettere corsive moderne en 1641 (Le premier livre de lettres cursives modernes) sur la calligraphie suivi d'autres ouvrages pédagogiques en mathématiques : 
- Memoriale aritmetico (Mémorial arithmétique), 1644 ;
- Giardino aritmetico (Jardin arithmétique), 1646, traité pour résoudre les problèmes d'arithmétique particulièrement liés à l'activité marchande[2].

## Œuvres
- (it) Il primo libro di lettere corsive moderne, Gênes, Stampato appresso l'autore, 1641.
- (it) Memoriale aritmetico: per indirizzo et aiuto di chi desidera con ogni facilità e sicurezza apprendere la prattica del conteggiare, Milan, Lodovico Monza, 1644 ; réédition à Venise en 1686 par Stefano Curti (lire en ligne).
- (it) Giardino aritmetico: nel quale con brevità, e facilità non più usata, sciogliesi ogni più intricato laberinto de' conti mercantili, Milan, Lodovico Monza, 1646 (lire en ligne)